# Зімін Борис Дмитрович
Борис Дмитрійович Зімін ((24 листопада 1968 або 25 листопада 1968 , Москва )) — російський підприємець і громадський діяч, автоспортсмен. Син засновника компанії «Вимпел-Комунікації» (торгова марка — «Білайн») Дмитра Зіміна (1933—2021), бере участь у роботі структур Zimin Foundation, спрямованих на фінансування та підтримку російських некомерційних просвітницьких проєктів у сфері біології, медицини та освіти.

## Біографія
Народився 24 листопада 1969 року в Москві в сім'ї Дмитра Борисовича Зіміна (1933—2021), начальника лабораторії в Радіотехнічному інституті Академії наук СРСР і Майї Павлівни Зіміної (уроджена Шахматова, нар.. 1936), вченого-археолога. Закінчив Вищу школу економіки. Служив у Збройних силах СРСР у 1987—1989 роках, більша частина служби пройшла в Казахстані.
У 1991 році Дмитро Зімін з групою фахівців РТІ створив підприємство «КБ Імпульс», яке займалося розробкою та випуском систем супутникового та кабельного телебачення. У 1992 році заснував і очолив акціонерне товариство «Вимпел-Комунікації», що надає послуги стільникового зв'язку (мережа «Білайн»). У 2001 році Дмитро Зімін продав свій пакет акцій холдингу «Альфа-Груп», завдяки чому став мультимільйонером. Однак він обіцяв залишити спадкоємцям лише малу частину статків і 90 % виручених коштів направив у контрольований сім'єю ендаумент, доходи від якого призначалися для благодійних цілей. У 2002 році Борис Зімін став президентом інвестиційної компанії BMT Management, що управляє коштами батька.
З 2004 року Борис Зімін жив у Лондоні, надалі переїхав до США.

### Автоспорт
У дитинстві мріяв стати конструктором автобусів, потім захопився мотоциклами та автомобілями. Першим серйозним змаганням став виступ у гонках «Формула Схід» в естонському місті Пярну у 1990 році у складі команди 1-го Автокомбінату Мосавтолегтрансу. Потім була пауза майже в 15 років. 2004 року Борис Зімін став другим на етапах Кубка Росії по ралі в Туапсі і Кубані, четвертим в абсолютному заліку Кубка 2004 . У 2005 році приєднався до ралійної команди RPM (Russian Performance Motorsport), створеної в 2002 році, і став її співвласником. У 2006 році посів третє місце в загальному заліку Кубка Росії з ралі за кермом Mitsubishi Lancer Evo VIII. У 2007 році за кермом Mitsubishi Lancer EVO IX взяв участь у чемпіонаті Росії з ралі та тренувально — у Кубку Росії. Після виграшу пари зимових етапів він став лідером, але потім через травму ноги пропустив кілька літніх етапів і в підсумковому заліку посів 6 місце. Одночасно у Кубку піднявся до 4-го місця. У Відкритому чемпіонаті Росії 2008 року екіпаж Борис Зімін / Євген Живоглазов посів 4-е місце. Після перемоги в Кубку країни 2009 Зімін припинив брати участь у російських перегонах: «Крім іншого, дуже дратує російська дійсність — організація, атмосфера перегонів, менти, готелі, невиправдано високі ціни». У наступні роки брав участь в окремих російських та зарубіжних етапах.

### Громадська та політична діяльність
У 2001 році Дмитро Зімін заснував фонд «Династія», спрямований на підтримку та розвиток російської освіти, фундаментальної науки та її популяризації. Щорічний обсяг фонду було визначено у розмірі 10 млн доларів. Протягом усіх років роботи «Династії» Борис Зімін входив до ради фонду. 25 травня 2015 року Міністерством юстиції фонд був оголошений «іноземним агентом». Дмитро Зімін, за словами члена ради фонду Євгена Ясіна, був ображений такими діями. 5 липня Зимін-старший ухвалив рішення про ліквідацію «Династії» та закриття програм до кінця 2015 року. Закриття фонду він прокоментував так: «Втрачати свої особисті гроші під маркою невідомої мені іноземної держави я, звичайно, не буду. Я припиняю фінансування „Династії“».
Борис Зімін на початку 2014 року став засновником фонду «Середовище» (рос. — «Среда»). Новий фонд, за задумом Зіміна-молодшого, мав «підтримати редакції, конкретні колективи, які у скрутний час кризи, зміни технологічних та рекламних моделей, тиску власників, чиновників тощо продовжують робити свою роботу чесно і добре, ставлячи за мету інформування суспільства». Джерелом фінансування називався капітал Дмитра Зіміна. У перший рік виділив фонд виділив багатомільйонне фінансування незалежним ЗМІ ліберальної спрямованості: телеканалами « Дождь» та «ТВ2», інтернет-ЗМІ Colta.ru та «Медіазона», газетам «Псковська губернія» та «Вільний курс» тощо. Передбачалося, що ці ЗМІ отримають підтримку у тому ж обсязі у 2015 та 2016 році Проте 28 липня 2015 року за рішенням Міністерства юстиції фонд був оголошений «іноземним агентом». 30 липня Борис Зімін оголосив, що фонд «Середовище» буде закрито.
Наприкінці 2015 року Зімини оголосили, що продовжать свою діяльність у Росії, а також поширять її і на Велику Британію через Zimin Foundation та Sreda Foundation. Вже в 2016 році Sreda Foundation започаткувала нову премію «Редколегія» для підтримки «незалежних журналістів у Росії». В інтерв'ю 2018 року Борис Зімін повідомляв, що в 2015 році були ліквідовані тільки російські юридичні особи, а робота з підтримки ЗМІ продовжилася.
У 2016 році стало відомо, що Борис Зімін та Михайло Ходорковський у 2014 році вели переговори з Галиною Тимченко про інвестування в нове видання Meduza. Не зумівши досягти угоди, Ходорковський та Зімін заплатили по 250 тисяч доларів як «компенсацію», яка пішла на відшкодування боргів із запуску видання. У 2018 році «Коммерсантъ» писав, що в 2017 році Борис Зімін безоплатно дав 100 тисяч доларів новому виданню The Bell Єлизавети Осетинської.

### Політична діяльність
З 2011 року Борис Зімін є основним публічним спонсором політика Олексія Навального та Фонду боротьби з корупцією. Він був серед перших 16 спонсорів-засновників, які зібрали 4,4 млн рублів для створення ФБК в 2011 році, і першим, поряд з Володимиром Ашурковим, хто публічно оголосив про підтримку фонду У 2012 році Зімін повідомляв, що спрямовує по 300 тисяч рублів щомісяця на підтримку ФБК. В 2020 він підтвердив, що продовжує щомісячне фінансування фонду.
Наприкінці липня 2020 року Олексій Навальний опублікував свою податкову декларацію, згідно з якою в 2019 році його дохід становив 5,4 млн рублів. Головним джерелом доходу свого ІП він назвав підприємця Бориса Зіміна:
|                     | «Зімін дуже добре розуміє, що мені треба на щось жити, розуміє, що політика — це основне моє місце роботи, докладання зусиль... Він укладає зі мною юридичний контракт, я роблю справді якусь роботу. Але це не те, щоб прямо повноцінні відносини «клієнт і замовник»... Йому не настільки потрібні ці послуги... Насамперед він просто хоче нас підтримати» |
| — Олексій Навальний | |

У серпні 2020 року Борис Зімін сплатив екстрену евакуацію з Омська до Берліна Олексія Навального, що впав у кому. Приватний літак та послуги німецьких медиків коштували 79 тисяч євро.
У серпні 2020 року під час протестів у Білорусі Борис Зімін направив кошти до фонду солідарності Belarus Solidarity Foundation.

## Родина
У Бориса Зіміна семеро дітей, відомі імена п'ятьох: Леонід, Маргарита, Діна, Дмитро, Мирослава. У 1997—2009 роках був одружений з Еллою Зіміною, у цьому шлюбі народилося тро дітей. Другою дружиною є Юлія Прохорова.
Британські ЗМІ протягом кількох років висвітлювали процес розлучення між Борисом і Еллою Зіміними. Подружжя розлучилося у 2009 році, але угоду про поділ майна було підписано в Москві лише у 2014 році. По ньому Елла Зіміна отримала 6 млн фунтів стерлінгів (половину — у вигляді квартири в Москві) і право жити з трьома дітьми-підлітками у п'ятиповерховому будинку в лондонському Кенсінгтоні, що належить Борису Зіміну вартістю 5 мільйонів фунтів стерлінгів. Проте спочатку, за даними російського «Форбса», дружина претендувала на 182 мільйони доларів із сімейного трасту. Надалі у Високому суді Лондона вона досягла додаткової виплати в 1,15 млн фунтів на її «розумні витрати». Суд у своєму рішенні врахував аргументи Елли Зіміної, що колишній чоловік продовжує розкішно жити, зокрема, користується сімейною яхтою вартістю 3,5 млн фунтів і відразу після розлучення купив собі вертоліт за 850 тисяч фунтів. Борис Зімін намагався оскаржити додаткову виплату. Усього колишнє подружжя витратило на процес розлучення 2,3 млн фунтів стерлінгів.
Ряд російських ЗМІ, таких як Літературна газета та Russia Today, у різний час повідомляли, що Борис Зімін є не єдиним сином Дмитра Зіміна. За їхньою версією старший син Сергій Зімін (нар.. 1962) у 1990-і роки був відомий у злочинних колах як «Зема» і був лідером Коптевської ОЗУ, яка могла стояти за вбивством співзасновника «Вимпелкому» Костянтина Кузового у 1999 році. З кінця 1990-х він ховався в Європі, після чого його сліди зникли в Іспанії. Сім'я Зіміних не згадує про Сергія, але, за твердженням Russia Today, нібито підтримує стосунки з його сином Романом (нар.. 1982). Батько Бориса Зіміна називав ці твердження «нісенітницею», а сам Борис не знаходив потрібним це коментувати.